# 上野村
上野村（日语：／ Ueno mura */?）是群馬縣西南部的一村，川和自然公園和鹽澤温泉在此觀光業扮演要角。但是屬於政府定義的人口過疏區域，人口流出財政基礎脆弱，發展前景無動能。
1985年的日本航空123號班機空難发生於此地附近。